# ضمائر منفصلة
من أقسام الضمائر الضمائر المنفصلة وتنقسم كذلك لقسمين ضمائر رفع وضمائر نصب ولكل منهما اثنتي عشرة صورة، وسُميت بالمنفصلة لأنها تستقل بنفسها ولا تحتاج أن تتصل بكلمة أخرى. وأكثر ما تقع ضمائر الرفع المنفصلة في موقع رفع، إما مبتدأ نحو (أنت البدر) أو خبرًا نحو (هذا أنت) أو فاعلًا للفعل المبني للمعلوم، أو نائب فاعل للفعل المبني للمجهول وذلك بعد (إلا) نحو (ما قام إلا أنا)، و(ما كُرِّم إلا هو) وأما ضمائر النصب المنفصلة فتقع هذه الضمائر مفعولًا به مقدمًا نحو (إياك نرجو)، أو غير مقدم وذلك بعد إلا نحو (ما قابلت إلا إياك) أو مفعولًا معه نحو (ذهبتُ وإياك)، أو معطوفة على منصوب نحو (إني وإياك لمتفقان)

## أقسام الضمائر المنفصلة

### ضمائر الرفع المنفصلة

انقر على الصورة لعرض موسع

### ضمائر النصب المنفصلة

انقر على الصورة لعرض موسع